# 1169
1169 (MCLXIX) je bilo navadno leto, ki se je po julijanskem koledarju začelo na sredo.

## Dogodki

### PolitikaHenrika II. Angleškega
- januar - Angleški kralj Henrik II. in francoski kralj Ludvik VII. skleneta mirovni sporazum, ki ga potrdita s predporočno pogodbo med mladoletnim angleškim princem Rihardom in francosko princeso Alicijo Vexinško.
- Spor med Henrikom II. in canterburyjskim nadškofom Tomažem Becketom dobi mednarodno razsežnost. Papež Aleksander III. je zadržan do odkrite podpore Becketu, saj upa na večje sodelovanje s Henrikom proti rimsko-nemškemu cesarju Frideriku I. Barbarossi. Henrik II. išče načine, da bi se Becket iz pregnanstva na francoskem dvoru vrnil domov in kronal prestolonaslednika Henrika ml. za angleškega (so)kralja.
- 1. maj - Manjša izvidniška flota angleških (kambronormanskih) vojščakov pristane na irski obali, da bi restavrirala oblast odstavljenega kralja Diarmaita MacMurrougha v irski žepni kraljevini Leinster proti konfederaciji irskih kraljevin, ki jo vodi irski nadkralj Rory O'Connor. Ekspedicijske sile, ki jih sestavljajo pretežno Angleži, Valižani in Flamci, vodi Richard de Clare, 2. grof Pembroke.↓
- → Angleška vojska, katere udarno jedro tvorijo vitezi, v kratkem in brez večjih težav osvoji kraljevino Leinster, ki ji priključi še mesti Waterford in Dublin. Da bi zavaroval svoj interes, se vodja ekspedicije Richard de Clare poroči s hčerko Diarmaita MacMurrougha. ↓
- → Nenaden uspeh razmeroma majhne ekspedicije zdrami kralja Henrika II., ki se boji, da bi kambronomranski plemič Richard de Clare ustvaril rivalsko normansko državo. 1171 ↔
- Vedno samosvoja kraljeva soproga Eleanora Akvitanska zapusti kraljev dvor in se nastani v Poitiersu (severna Akvitanija). Poitierški dvor postane središče viteške dvorne kulture, ki slavi dvorno (neuslišano) viteško ljubezen (fra. amour courtois) med vitezom in njegovo fevdno višje postavljeno damo.

### Egipt
- Sirski general Širkuh in njegov svetovalec Saladin ponovno vpadeta v Egipt, tokrat na prošnjo fatimidskega regenta Šhavarja, ki je na udaru križarske invazije jeruzalemskega kralja Amalrik I.. Križarji se pred sirsko vojsko umaknejo iz Egipta.↓
- 18. januar → Širkuhu je dovolj politično nestanovitnega Šhavarja in ga da umoriti. S tem sam postane nominalni regent fatimidskega kalifa Al-Adida, drugače pa je v odločitvah še vedno vezan na Nur ad-Dina.
- 22. februar - Širkuh umre v mukah nekaj dni po oblini gostiji, ker se je prenažrl hrane. Njegov nečak Saladin postane poveljnik sirske vojske v Egiptu, de iure regent fatimidskemu kalifu Al-Adidu, de facto pa novi egiptovski vladar.↓
- → Amalrik se zave nevarnosti, saj je že v prejšnjih bitkah spoznal Saladina kot izjemnega stratega, zato pošlje nadškofa Friderika De la Rocheja po pomoč v Evropo, vendar ni odziva. ↓
- oktober → V Zamorje prispe bizantinska flota, ki jo vodi admiral Andronik Kontostefan. Križarji in Bizantinci združijo moči ter odplujejo proti Egiptu. ↓
- → Obleganje trdnjave Damietta ob vhodu v Nilovo delto. Sprva uspešno obleganje se sprevrže v rivalstvo med križarji in Bizantinci. Slednjim poidejo zaloge hrane. Križarji jih nočejo oskrbovati, zato da bi se sami polastili Egipta. ↓
  - → Bizantinski admiral admiral Andronik Kontostefan zgrožen nad ravnanjem križarjev odpluje nazaj domov proti Konstantinoplu. Najmanj polovico flote od 230 ladij na poti pogubijo viharji.
  - → Amalrik sklene premirje s Saladinom za varen umik iz Egipta, na kar Saladin pristane.
- Fatimidski Egipt nerad sprejme Saladinovo nadoblast. Tekom leta Saladin odkrije z dobro organizirano obveščevalno dejavnostjo več zarot in zatre večji upor.

### Rekonkvista
- Portugalski vojskovodja Gerald Neustrašni začne oblegati mavrsko mesto Bajadoz. Ker pa je Gerald posegel v interesno območje leonskega kralja Ferdinanda II., postane zadeva bizarna, ko začne Geraldovo vojsko, ki oblega Bajadoz, skupaj oblegati koalicija krščanskih Leoncev in muslimanskih Almohadov. ↓
- → Situacijo poskusi v Geraldov prid rešiti njegov suveren portugalski kralj Afonz I., kar pa se  sprevrže v še večjo polomijo, ko si ostareli kralj ob padcu s konja zlomi nogo. ↓
- → Leonci ujamejo kralja Afonza in avanturističnega viteza Geralda Neustrašnega. Njuno izpustitev pogojujejo z odkupnino, ki obsega predajo Leoncem vseh mest, ki jih je v preteklih letih osvojil Gerald. Razen prve osvojitve, Évore, so vsa mesta predana Leoncem. 1172 ↔

### Ostali dogodki
- 4. februar - Katastrofalen potres na Siciliji z epicentrom blizu Catanije. Potres in posledično cunami zahtevata več kot 15.000 žrtev.
- 6. februar - Umrlega vladarja Armenske Kiklije Torosa II., ki se je vseskozi bolj ali manj uspešno upiral bizantinski nadvladi, nasledi mladoletni sin Ruben II.. Pokojnikov brat Mleh se temu upre in pobegne na Nur ad-Dinov dvor ter prestopi v islam. 1170 ↔
- Prestolonaslednik, Barbarossov sin Henrik VI. je kronan za nemškega kralja oziroma kralja Romanov.[1] ↓
- → Milančani začno po sedmih letih z obnovo mesta in obzidja. Hkrati postane Milano neformalni vodja in središče upora konfederativne proticesarske Lombardske lige.
- Knez Vladimir-Suzdala Andrej Bogoljubski, ki je prejšnje leto oplenil Kijev, se okliče za velikega kneza Rusije. Mesto Vladimir postane s tem prestolnica Kijevske Rusije.↓
- → V Kijevu odstavijo dosedanjega velikega kneza Mstislava II.. Za novega velikega kneza se okliče Gleb, sin Jurija Dolgorokega, vendar mesto po oplenitvi in s tem naziv kijevskega velikega kneza hudo utrpita na politični pomembnosti.
- Državljanska vojna na Švedskem: švedskemu kralju Knutu I. ne uspe zagotoviti oblasti nad celo Švedsko. To leto Knut umori protikralja Boleslava, ki je nadzoroval južno Švedsko (Gotlandijo), vendar umorjenega protikralja nasledi njegov brat Kol, ki s tem postane novi protikralj.

## Rojstva
- 10. september - Aleksej II. Komnen, bizantinski cesar († 1183)

Neznan datum
- Acumori Taira, japonski bojevnik († 1184)
- Al-Afdal, sirski emir († 1196)
- Jošicune Kudžo, japonski državnik, literat († 1206)
- Teodor Branas, bizantinski general, kasneje latinski († 1217)

## Smrti
- 2. januar - Bertrand de Blanchefort, 6. veliki mojster templarjev (* 1109)
- 18. januar - Šhavar, egiptovski fatimidski vezir
- 6. februar - Toros II., vladar Kilikijske Armenije
- 22. februar - Širkuh, sirski vojskovodja, egiptovski vezir
- 24. februar - Berta Tübingenška, mejna grofinja Badna in Verone
- 9. julij - Gvido iz Pise, italijanski geograf

Neznan datum
- Boleslav Švedski, protikralj
- Hugo Ibelinski, baron Ibelina in Ramle (* 1130)
- Ibn Funduk, perzijski zgodovinar (* 1100)
- Izak iz Stelle, angleški teolog, filozof
- Judita Babenberška, avstrijska princesa
- Mudžir ad-Din Abak, vladar Damaska (1140-54)
- Štefan iz Percheja, sicilski kancler in nadškof Palerma (* 1137)